# Bad Zurzach
Bad Zurzach (schweizertyska: Bad Zoorzi) är en ort i kommunen Zurzach i kantonen Aargau, Schweiz. Orten var före den 1 januari 2022 en egen kommun, men slogs då samman med kommunerna Baldingen, Böbikon, Kaiserstuhl, Rekingen, Rietheim, Rümikon och Wislikofen till den nya kommunen Zurzach. Den tidigare kommunen Bad Zurzach kallades före 2006 enbart för Zurzach.
Bad Zurzach är huvudort i distriktet Zurzach.